# Zostérops du Kilimandjaro
Espèce
Statut de conservation UICN

LC : Préoccupation mineure
Le Zostérops du Kilimandjaro (Zosterops eurycricotus) est une espèce de la famille des Zosteropidae. Il est endémique du Nord de la Tanzanie. Encore mal connu, il était anciennement considéré comme une sous-espèce du Zostérops alticole.

## Étymologie
Le nom Zostérops est issu du grec ζωστήρ (zoster) signifiant « ceinture » et ὤψ (ops) signifiant « œil », en référence au cercle blanc  qui entoure ses yeux. Le qualificatif « du Kilimandjaro » se réfère à son origine géographique tandis que l'épithète eurycricotus vient du grec εὐρύς (eurús), « large », et κρίκος (kríkos), « anneau », se référant à son cercle oculaire particulièrement large.

## Description
Le Zostérops du Kilimandjaro mesure entre 11 et 12 cm. Il possède un dos vert, avec des ailes tirant sur le brun ; sa tête est également verte, avec un cercle oculaire blanc très prononcé, assorti d'un iris marron.  Ses dessous sont plutôt jaunâtres ; son bec est noir et ses pattes sont grises.

## Répartition et habitat
Le Zostérops du Kilimandjaro est endémique du Nord de la Tanzanie, notamment la région entourant le Kilimandjaro, mais aussi le mont Méru ou la zone d'Arusha. Il occupe principalement les forêts en altitude, bien que les limites précises ne soient pas connues.

## Écologie et comportement
Il demeure encore très peu étudié, et son alimentation et ses mœurs reproductives ne sont pas connues. Il pourrait vraisemblablement se nourrir de baies, d'insectes et de nectar.

## Systématique
Le Zostérops du Kilimandjaro a été décrit pour la première fois par Gustav Adolf Fischer et Anton Reichenow en 1884.
Il a souvent été considéré comme une sous-espèce du Zostérops alticole ; leur relation exacte n'a été déterminée que récemment à l'aide d'études phylogénétiques, qui placent le Zostérops du Kilimanjaro comme une espèce à part entière plutôt proche du Zostérops du Cameroun,.
Il est actuellement considéré comme une espèce monotypique dans la classification de référence du Congrès ornithologique international (13 avril 2024).

## Le Zostérops du Kilimandjaro et l'humain

### Conservation
Le Zostérops du Kilimandjaro est considéré comme une « préoccupation mineure » par l'UICN (13 avril 2024), car il est relativement commun dans son aire de répartition, même si celle-ci est réduite.